# ロズベリー・テリア
ロズベリー・テリア（英：Rothbury Terrier）は、イギリスのイングランド原産のテリア犬種である。犬種名は作出された村の名前にちなんでつけられた。「仔羊の皮を被った狼」という評で有名なベドリントン・テリアの原種でもある。

## 歴史
17世紀頃に作出された犬種で、専らワーキング・テリアとして使われた。鉱山では坑道のネズミ狩りを行い、家や工場では番犬として見張りを務めて重宝されていた。見た目こそ不恰好であったが作業犬としての人気は高く、地元の人だけでなくジプシーにも獺やアナグマの猟犬として用いられた。又、坑夫の娯楽の一つとして闘犬としても使われていた。
19世紀になるとロズベリー・テリアはウィペットなどと交配され細身になり姿が洗練され、更にコートを美しくするためにプードルの血も導入されてベトリントン・テリアに姿を変えた。その後、原種となった本種は絶滅した。

## 特徴
ベトリントン・テリアとは姿が全く異なる。首・胴は長いが脚は短く、マズルはやや長い。耳は三角形の垂れ耳で尾はサーベル形の垂れ尾。コートは短くぼさぼさしたワイアーコート、毛色はホワイト、ブラウン、グレーやローンなど。小型犬サイズで、性格は防衛本能が強く、攻撃的であった。

## 参考
- 『デズモンド・モリスの犬種事典』デズモンド・モリス著、福山英也、大木卓訳 誠文堂新光社、2007年